# Калиновка (Гурьевский городской округ)
Калиновка  — посёлок в Гурьевском городском округе Калининградской области. Входил в состав Низовского сельского поселения (упразднён в 2014 году).

## История
В 1946 году Родмансхёфен был переименован в поселок Калиновку.

## Население
| 2002 | 2010 |
| ---- | ---- |
| 31   | ↘5   |

В 1910 году население составляло 105 жителей